# 리처드 헌트
리처드 헌트(Richard Hunt, 1951년 8월 16일 ~ 1992년 1월 7일)는 미국의 텔레비전 감독, 배우, 영화 감독, 성우, 음악가, 감독, 텔레비전 배우이다.
브롱크스에서 태어났으며 뉴욕에서 사망하였다.

## 영화
- 팔로우 댓 버드 (1985년)
- 그레이트 머펫 케이퍼 (1981년)
- 머펫 무비 (1979년)
- 몬티 파이튼 비행 서커스 (1969년)